# Sílvio Carlos de Oliveira
Sílvio Carlos de Oliveira, noto solo come Sílvio (Mandaguari, 1º febbraio 1985), è un ex calciatore brasiliano, di ruolo attaccante.

## Carriera
Ha giocato nel Lugano, nello Zurigo, una stagione nell'Axpo Super League e nel Wil, due stagioni nella Challenge League.
Ha giocato in Europa League con la maglia del Losanna.
Nel 2011 ha firmato un triennale con l'Union Berlino, squadra militante nella Zweite Bundesliga, la seconda serie tedesca. Nel 2016, durante la pausa estiva, dopo essersi svincolato dal Wolfsberger, firma un contratto annuale con il Winterthur.